# Adenylacja
Adenylacja, AMP-ylacja – proces, w którym reszta AMP przyłączana jest kowalencyjnie do łańcucha bocznego białka, co zmienia jego funkcję. Przyłączenie następuje do grupy hydroksylowej i należy do modyfikacji posttranslacyjnych. Jest zarazem stabilne i odwracalne. Adenylacja obejmuje wytworzenie wiązania fosfodiestrowego pomiędzy grupą hydroksylową adenylowanej cząsteczki a grupą fosforanową nukleotydu. Proces ten może dotyczyć reszt tyrozylowych. W stosunku do enzymu katalizującego taką reakcję stosuje się termin „adenylator”.

## Funkcje
Podobnie do fosforylacji reszt serylowych, treonylowych i tyrozylowych, adenylacja reguluje aktywność pewnych białek, np. syntetazy glutaminowej. Proces ten umożliwia także tworzenie pochodnych kwasów karboksylowych, które w warunkach panujących w organizmie nie mogą powstawać na drodze reakcji bezpośredniej. W wyniku adenylacji kwasów karboksylowych, zachodzącej z udziałem ATP, powstają reaktywne produkty przejściowe – mieszane bezwodniki karboksylowo-fosforanowe oraz amidofosforany. Związki te reagują następnie spontanicznie z nukleofilami (z odejściem AMP), tworząc produkty docelowe.
Stopień adenylacji syntetazy glutaminowej zależy od stosunku stężeń glutaminy do α-ketoglutaranu. Wraz z jego wzrostem więcej cząsteczek ulega adenylacji, co skutkuje mniejszą aktywnością enzymu, natomiast przy jego spadku maleje stopień adenylacji, a aktywność syntetazy rośnie. Wysoki stosunek występuje przy wystarczających zapasach komórkowego azotu, niski wskazuje na jego ograniczony zasób i konieczność wiązania amoniaku przez syntetazę glutaminy.

## Adenylatory (AMP-ylatory)
Termin „adenylatory” odnosi się do enzymów katalizujących reakcję adenylacji. Podobnie jak kinazy białkowe, przenoszą one fragment cząsteczki ATP na substraty białkowe, tworząc na grupie hydroksylowej wiązanie fosforanoestrowe. O ile jednak kinazy przyłączają do białka tylko grupę fosforanową pochodzącą z ATP, adenylatory przyłączają grupę fosforanową połączoną z resztą adenozyny (czyli resztę AMP):
[Białko]−OH + ℗−℗−℗A _kinaza_͕ [Białko]−O−℗ + ℗−℗A
[Białko]−OH + ℗−℗−℗A _adenylator_͕ [Białko]−O−℗−A + ℗−℗
gdzie ℗−℗−℗A to ATP
Udowodniono, że adenylowana grupa hydroksylowa może należeć do reszty treoniny bądź tyrozyny, podejrzewa się, że może też należeć do reszty seryny. Do 2010 roku zidentyfikowano 4 takie enzymy, i to jedynie u bakterii. Angażują się one w mechanizmy patogeniczności i regulacji metabolizmu bakterii. Zawierają dwa rodzaje domen, domeny Fic i domeny transferazy adenylowej.
Domeny Fic należą do nadrodziny białkowej Fido i są ewolucyjnie zachowawcze. Domeny Fic zostały dotychczas zidentyfikowane w około 2000 białek bakteryjnych oraz zaledwie w 59 eukariotycznych białkach Fic. Białka o aktywności adenylazy stwierdzono w badaniach in vitro u eukariontów, w których wykazują aktywność w procesie autoadenylacji. Można tutaj wymienić ludzkie białko HYPE czy też CG9523 muszki owocowej. Natomiast domeny o aktywności transferazy adenylowej stanowią część większej rodziny białkowej transferaz nukleotydowych.

## Patogeniczność
Częsty cel działania enzymów adenylacyjnych stanowią GTPazy. Rodziny GTPaz Rho, Rab i Arf angażują się w dynamikę budującej cytoszkielet aktyny, kontrolują transport pęcherzykowy, odgrywają też rolę w komórkowych mechanizmach kontrolnych. Białka te są kluczowe dla procesu fagocytozy komórki gospodarzowej, w wyniku której patogen zostaje wchłonięty do środka komórki. Poprzez inhibicję fagocytozy do internalizacji bakterii może nie dojść.
Vibrio parahaemolyticus (VopS) to bakteria Gram-ujemna mogąca wywołać zatrucie pokarmowe. VopS ma domenę Fic zawierającą charakterystyczną, konserwatywną ewolucyjnie sekwencję aminokwasową HPFx[D/E]GN[G/K]R, którą dzieli z rodziną białkową doc. W sekwencji tej kluczową rolę odgrywa jedna z reszt histydylowych – w przypadku białek Fic wykazuje ona aktywność w procesie adenylacji, natomiast w przypadku białek doc w procesach cytotoksycznych. Przypadki aktywności katalitycznej białek należących do rodziny doc w procesie adenylacji nie są znane. VopS blokuje tworzenie aktyny przez modyfikację reszt treonylowych w regionie przełącznikowym 1 GTPazy Rho. Przeniesienie AMP (za pomocą ATP) na resztę treoninową tworzy przeszkodę przestrzenną zapobiegającą interakcji GTPazy Rho z kolejnymi efektorami. W rezultacie komórka gospodarzowa nie może kontrolować swego cytoszkieletu. Prowadzi to do utraty kształtu, które uniemożliwia jej normalne funkcjonowanie. Obserwuje się to jako zaokrąglenie.

## Regulacja
GS-ATaza (GlnE), wykryta po raz pierwszy u pałeczki okrężnicy, pełni z kolei funkcje regulacyjne. Jej sekwencja również wykazuje konserwatyzm ewolucyjny. Enzym ten jest adenylatorem katalizującym adenylację oraz deadenylację syntetazy glutaminowej poprzez zerwanie wiązania kowalencyjnego pomiędzy resztą AMP a grupą hydroksylową białka. GS-ATaza zawiera dwie domeny o aktywności transferazy adenylowej, są one zaangażowane w przyłączanie i usuwanie reszty AMP z syntetazy glutaminowej. Domena odpowiedzialna za adenylację znajduje się C-końcu tej cząsteczki, podczas gdy domena deadenylacji leży na N-końcu. Aktywność katalityczną wykazuje tu sekwencja G-X11-D-X-D, w której reszta kwasu asparginowego wiąże jon magnezu za pomocą wiązania koordynacyjnego. Omawiany enzym jest kontrolowany przez białko PII, którego aktywność zależy z kolei od stosunku stężeń glutaminy (związku tworzonego przez syntetazę glutaminową) i α-ketoglutaranu w komórce.